# Apimondia
Apimondia (ang. APIMONDIA International Federation of Beekeepers' Associations) – Międzynarodowa Organizacja Związków Pszczelarskich zrzeszająca 81 krajowe związki pszczelarskie świata (2017), mająca swoją siedzibę w Rzymie, której prezydentem jest (od 2017) Amerykanin dr Jeff Pettis, powołana w celu promowania naukowych, technicznych, ekologicznych i ekonomicznych postępów w dziedzinie pszczelarstwa we wszystkich krajach świata oraz współpracy pszczelarskich związków w tym zakresie.

## Charakterystyka
Wraz z rozwojem wielu dziedzin rolnictwa, w tym m.in. pszczelarstwa, zaistniała potrzeba powołania organizacji międzynarodowej, która zajęła by się promocją oraz wzajemną wymianą wiedzy na ten temat. Pomysł powstania tej organizacji zrodził się u schyłku XIX wieku (1893). Organizacja powstała w 1895, a dwa lata później odbył się jej pierwszy Kongres w Brukseli (Belgia) pod przewodnictwem Fernanda de Lalieux de la Rocq'a oraz Emila Caillasa jako sekretarza generalnego. Kongres ten został połączony ze Światowymi Targami Pszczelarstwa oraz Międzynarodową Wystawą Pszczelarską jaka odbyła się w Tervueren z 339 wystawcami z 10 krajów europejskich.
Organizacja działa na podstawie przyjętego statutu, a na jej czele stoi Rada Wykonawcza z prezydentem, wybieranym na Walnym Zgromadzeniu, z reguły organizowanym na Kongresie. W organizacji działa siedem stałych komisji:
- Ekonomii pszczelarstwa
- Biologii pszczół
- Zdrowia pszczół
- Zapylania i flory miododajnej
- Technologii pszczelarstwa
- Apiterapii
- Pszczelarstwa rozwojowego wsi

Najważniejszym wydarzeniem są organizowane (obecnie co dwa lata) Kongresy, trwające kilka dni z cyklem wykładów, odczytów i konferencji poświęconych pszczelarstwu. Równolegle odbywają się targi pszczelarskie: ApiExpo, na których prezentują się firmy z całego świata. Tradycją stała się także prezentacja na nich następnego kraju-gospodarza Apimondii. Z inicjatywy Irlandii od 2005 odbywa się World Honey Show – wystawa-konkurs popularyzująca produkty pszczelarskie. Wraz z Kongresem organizuje się także wiele imprez towarzyszących.
Organizacja wydaje własne czasopismo pt. Apiacta.

## Władze Organizacji
| Rada Wykonawcza       |                               |                              |
| Organ                 | Funkcja                       | Osoba                        |
| Zarząd                | Prezydent                     | dr Jeff Pettis               |
| Zarząd                | Wiceprezydent                 | dr Peter Kozmus              |
| Zarząd                | Sekretarz Generalny           | Ricardo Jannoni-Sebastianini |
| Zarząd                | Dziekan                       | Gilles Ratia                 |
| Organ                 | Komisja                       | Osoba                        |
| Komisje stałe         | Ekonomii pszczelarstwa        | Norberto Luis Garcia         |
| Komisje stałe         | Biologii pszczół              | prof. Geraldine Wright       |
| Komisje stałe         | Zdrowia pszczół               | dr Fani Hatjina              |
| Komisje stałe         | Zapylania i flory miododajnej | Lucas Alejandro Garibaldi    |
| Komisje stałe         | Technologii pszczelarstwa     | Etienne Bruneau              |
| Komisje stałe         | Apiterapii                    | dr Cristina Mateescu         |
| Komisje stałe         | Pszczelarstwa rozwojowego wsi | Megan Denver                 |
| Organ                 | Kontynent                     | Osoba                        |
| Komisje kontynentalne | Afryka                        | David Mukomana               |
| Komisje kontynentalne | Ameryka                       | Lucas Martinez               |
| Komisje kontynentalne | Azja                          | dr Orawan Duangphakdee       |
| Komisje kontynentalne | Europa                        | Robert Chlebo                |
| Komisje kontynentalne | Australia i Oceania           | Jodie Goldsworthy            |

## Kraje członkowskie
| Lp. | Kraj                 |
| 1.  | Afganistan           |
| 2.  | Albania              |
| 3.  | Algieria             |
| 4.  | Arabia Saudyjska     |
| 5.  | Argentyna            |
| 6.  | Armenia              |
| 7.  | Australia            |
| 8.  | Austria              |
| 9.  | Azerbejdżan          |
| 10. | Bangladesz           |
| 11. | Belgia               |
| 12. | Białoruś             |
| 13. | Bośnia i Hercegowina |
| 14. | Brazylia             |
| 15. | Bułgaria             |
| 16. | Chile                |
| 17. | Chiny                |
| 18. | Chorwacja            |
| 19. | Cypr                 |
| 20. | Czarnogóra           |
| 21. | Czechy               |

| Lp. | Kraj             |
| 22. | Dania            |
| 23. | Estonia          |
| 24. | Etiopia          |
| 25. | Filipiny         |
| 26. | Finlandia        |
| 27. | Francja          |
| 28. | Grecja           |
| 29. | Hiszpania        |
| 30. | Holandia         |
| 31. | Indie            |
| 32. | Iran             |
| 33. | Irlandia         |
| 34. | Izrael           |
| 35. | Japonia          |
| 36. | Jordania         |
| 37. | Kambodża         |
| 38. | Kanada           |
| 39. | Kazachstan       |
| 40. | Kirgistan        |
| 41. | Korea Południowa |
| 42. | Kuba             |

| Lp. | Kraj              |
| 43. | Kuwejt            |
| 44. | Libia             |
| 45. | Litwa             |
| 46. | Łotwa             |
| 47. | Malta             |
| 48. | Maroko            |
| 49. | Meksyk            |
| 50. | Mołdawia          |
| 51. | Mongolia          |
| 52. | Niemcy            |
| 53. | Norwegia          |
| 54. | Nowa Zelandia     |
| 55. | Polska            |
| 56. | Południowa Afryka |
| 57. | Rosja             |
| 58. | Rumunia           |
| 59. | Rwanda            |
| 60. | Salwador          |
| 61. | San Marino        |
| 62. | Serbia            |
| 63. | Słowacja          |

| Lp. | Kraj                         |
| 64. | Słowenia                     |
| 65. | Stany Zjednoczone            |
| 66. | Szwajcaria                   |
| 67. | Szwecja                      |
| 68. | Tanzania                     |
| 69. | Togo                         |
| 70. | Turcja                       |
| 71. | Uganda                       |
| 72. | Ukraina                      |
| 73. | Urugwaj                      |
| 74. | Wenezuela                    |
| 75. | Węgry                        |
| 76. | Wielka Brytania              |
| 77. | Wietnam                      |
| 78. | Włochy                       |
| 79. | Wybrzeże Kości Słoniowej     |
| 80. | Zambia                       |
| 81. | Zjednoczone Emiraty Arabskie |

## Kongresy Organizacji
| Nr    | Rok  | Miasto               | Kraj              |
| I     | 1897 | Bruksela             | Belgia            |
| II    | 1900 | Paryż                | Francja           |
| III   | 1902 | ’s-Hertogenbosch     | Holandia          |
| IV    | 1910 | Bruksela             | Belgia            |
| V     | 1911 | Turyn                | Włochy            |
| VI    | 1922 | Marsylia             | Francja           |
| VII   | 1924 | Québec               | Kanada            |
| VIII  | 1928 | Turyn                | Włochy            |
| IX    | 1932 | Paryż                | Francja           |
| X     | 1935 | Bruksela             | Belgia            |
| XI    | 1937 | Paryż                | Francja           |
| XII   | 1939 | Zurych               | Szwajcaria        |
| XIII  | 1949 | Amsterdam            | Holandia          |
| XIV   | 1951 | Royal Leamington Spa | Wielka Brytania   |
| XV    | 1954 | Kopenhaga            | Dania             |
| XVI   | 1956 | Wiedeń               | Austria           |
| XVII  | 1958 | Rzym                 | Włochy            |
| XVIII | 1961 | Madryt               | Hiszpania         |
| XIX   | 1963 | Praga                | Czechosłowacja    |
| XX    | 1965 | Bukareszt            | Rumunia           |
| XXI   | 1967 | Maryland             | Stany Zjednoczone |
| XXII  | 1969 | Monachium            | RFN               |
| XXIII | 1971 | Moskwa               | ZSRR              |
| XXIV  | 1973 | Buenos Aires         | Argentyna         |
| XXV   | 1975 | Grenoble             | Francja           |

| Nr      | Rok  | Miasto         | Kraj              |
| XXVI    | 1977 | Adelaide       | Australia         |
| XXVII   | 1979 | Ateny          | Grecja            |
| XXVIII  | 1981 | Acapulco       | Meksyk            |
| XXIX    | 1983 | Budapeszt      | Węgry             |
| XXX     | 1985 | Nagoja         | Japonia           |
| XXXI    | 1987 | Warszawa       | Polska            |
| XXXII   | 1989 | Rio de Janeiro | Brazylia          |
| XXXIII  | 1993 | Pekin          | Chiny             |
| XXXIV   | 1995 | Lozanna        | Szwajcaria        |
| XXXV    | 1997 | Antwerpia      | Belgia            |
| XXXVI   | 1999 | Vancouver      | Kanada            |
| XXXVII  | 2001 | Durban         | Południowa Afryka |
| XXXVIII | 2003 | Lublana        | Słowenia          |
| XXXIX   | 2005 | Dublin         | Irlandia          |
| XL      | 2007 | Melbourne      | Australia         |
| XLI     | 2009 | Montpellier    | Francja           |
| XLII    | 2011 | Buenos Aires   | Argentyna         |
| XLIII   | 2013 | Kijów          | Ukraina           |
| XLIV    | 2015 | Daejeon        | Korea Południowa  |
| XLV     | 2017 | Stambuł        | Turcja            |
| XLVI    | 2019 | Montreal       | Kanada            |
| XLVII   | 2022 | Stambuł        | Turcja            |
| XLVIII  | 2023 | Santiago       | Chile             |

## Informacje dodatkowe
- Wśród członków honorowych Apimondii był Polak, prof. dr Jerzy Woyke[4]
- Z okazji – jedynego jak dotychczas – XXXI Międzynarodowego Kongresu Pszczelarskiego „Apimondia '87” jaki odbył się w Polsce (Warszawa), Poczta Polska wydała 20 sierpnia tegoż roku okolicznościową serię sześciu znaczków pocztowych projektu Karola Śliwki[11]